# Suzanne Kessler
Suzanne J. Kessler (* 13. Oktober 1946 in Pittsburgh, Pennsylvania, United States) ist eine US-amerikanische Psychologin und Professorin an der State University of New York, Purchase. Sie ist als Sozialpsychologin für ihre Anwendung von Ethnomethodologie auf das Geschlecht bekannt.

## Berufliche Laufbahn
Nach dem Erlangen ihres Bachelor of Arts in Psychologie (1968) an der Carnegie Mellon University in Pittsburgh erhielt sie 1972 ihr Doktorat in Sozialpsychologie von der City University of New York Graduate Center. Nach einer 30-jährigen Lehre der Psychologie am Purchase College, State University of New York wurde sie zunächst 2004 Dekanin der Natur- und Sozialwissenschaften und daraufhin im Jahre 2010 die Dekanin der freien Künste und Wissenschaften, sowie Vize-Professorin für akademische Angelegenheiten, bevor sie im Jahre 2018 in Rente ging.
Seit dessen Gründung in den 1970er Jahren ist Kessler Mitglied des Vorstands des Purchase College Children’s Center und engagiert sich für Projekte im Bereich der Strafjustiz. Zuletzt als Vorstandsvorsitzende von Prison Communities International, einer gemeinnützigen Organisation, die sich für Rehabilitation im Gefängnis einsetzt.

## Denken und Werke
Kessler ist die Autorin des Werkes Lessons from the Intersexed und zusammen mit Wendy McKenna Co-Autorin von Gender: An Ethnomethodological Approach sowie weiteren Artikeln, die sich hauptsächlich mit der sozialen Konstruktion von Geschlecht befassen.
In Gender: An Ethnomethological Approach argumentieren die Autorinnen, dass Geschlecht nicht eine Reflexion von biologischen Realitäten ist, sondern ein soziales Konstrukt, welches sich kulturübergreifend unterscheidet. Ebenso behandeln Kessler und McKenna in diesem Buch die Transgeschlechtlichkeit und dessen ethnomethodologischen Ansatz und sie hinterfragen kritisch Daten aus der Biologie, Anthropologie, Soziologie und Psychologie.
Ihre Arbeit wurde von Harold Garfinkel in der Ethnomethodologie (insbesondere seine Analyse von Agnes in Studies in Ethnomethodology), Stanley Milgram, ihrem Professor für Sozialpsychologie, und dem Soziologen Peter McHugh, McKennas Professor, beeinflusst. Kessler und McKenna sind der Auffassung, dass die Unterscheidung zwischen „Geschlecht“ (engl: gender) und „Sex“ (engl: sex) sozial konstruiert sei und „Sex“, welches durch biologische Merkmale festgesetzt sei, nicht privilegiert werden sollte. Ihre Formulierung dessen, was später als soziale Konstruktion von Geschlecht bekannt wurde, war Teil der Grundlage für die Arbeiten der später bekannteren Gender-Theoretikerinnen Judith Butler (1990), Anne Fausto-Sterling (1992) und Kate Bornstein (1994). Kesslers und McKennas Konzept der „Geschlechtszuschreibung“ ging William Zimmermans und Candace Wests Konzept des doing gender und Butlers Konzept der Gender-Performativität voraus.

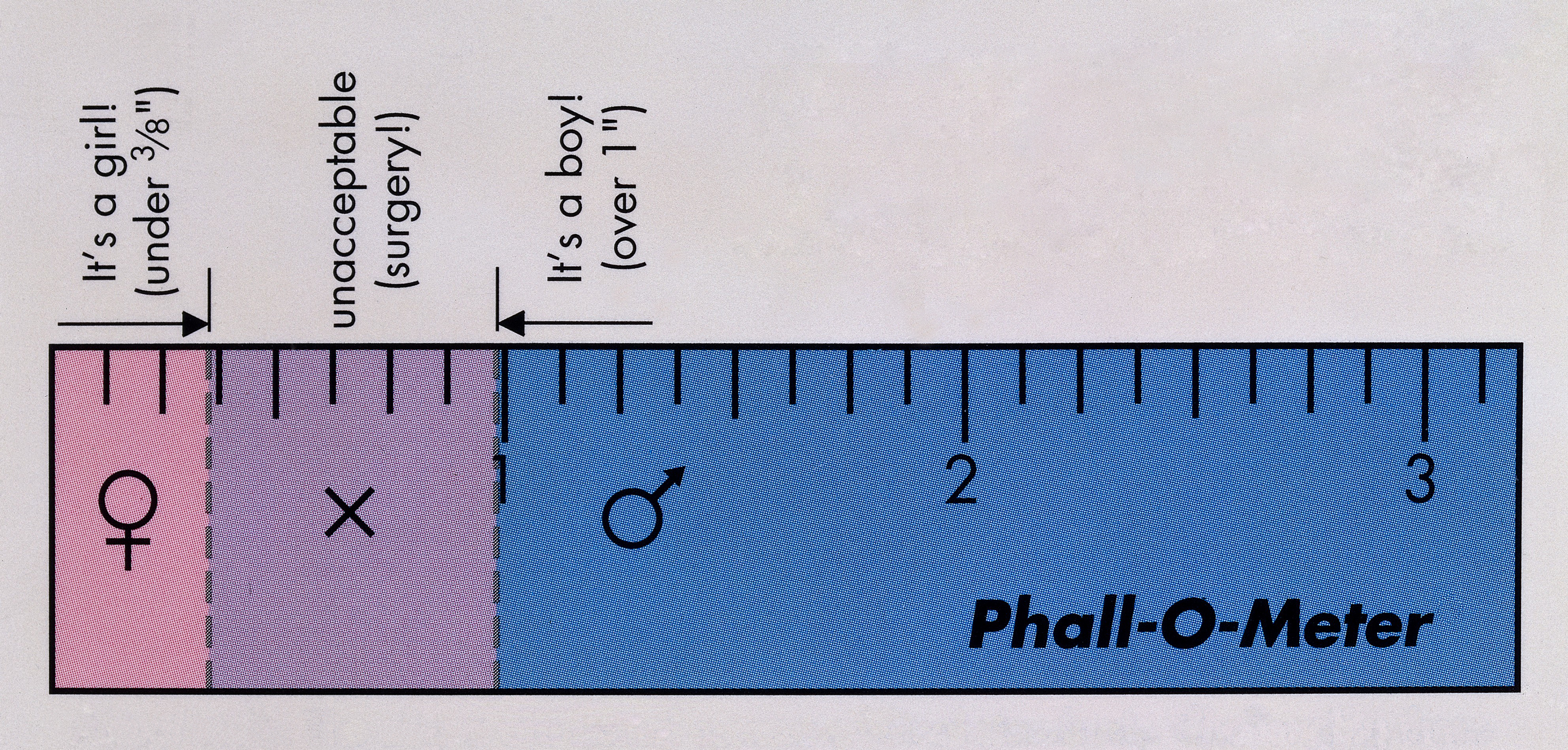
Phall-O-Meter (Intersex Society of North America)

In ihrem nachfolgenden Buch Lessons from the Intersexed beschrieb Kessler die medizinische Versorgung von intersexuellen Kindern und führt die medizinisch akzeptablen Penis- und Klitorisgrößen bei Kindern aus. Sie kombinierte die in den 1980er Jahren erschienene Normtabelle für die Klitorisgröße und die rund 40 Jahre zuvor erschienene Normtabelle für die Penislänge und kam zu dem Entschluss, dass es einen Zwischenbereich gebe, welcher für weder Frauen noch Männer akzeptiert sei. Genauer sei der Bereich zwischen 9 mm (3/8 inches – der akzeptierten Maximallänge für eine Klitoris) und 25 mm (1 inch – die Minimallänge für einen Penis) ein Graubereich, welchem weder die Genitalien von Frauen noch die von Männern entsprechen sollten. Ihre Ergebnisse wurden dann von der (inzwischen aufgelösten) Interessenvertretung Intersex Society of North America im Phall-O-Meter visuell dargestellt.
Kopien des Phall-O-Meters befinden sich heute in der Wellcome Library in London und in der Smithsonian Institution.
In ihrem Buch Lessons from the Intersexed führt Kessler aus, dass ab dem Zeitpunkt der Diagnose von Intersexualität – der Zustand, körperliche Merkmale (Genitalien, Keimdrüsen oder Chromosomen) zu haben, die weder eindeutig weiblich noch männlich sind – soziale Institutionen mobilisiert werden, um die beiden scheinbar objektiven Geschlechtskategorien aufrechtzuerhalten. Die Körper von Säuglingen werden verändert, und das „Uneindeutige“ wird „normal“ gemacht. Wie Kessler argumentiert, wird die Art und Weise, wie die medizinischen und psychologischen Berufe mit Intersexualität umgehen, eher von den Vorstellungen unserer Kultur über Geschlecht und Genitalien als von den Bedürfnissen des Kindes geleitet. Kessler schlägt in ihrem Werk zudem neue Ansätze für medizinisches Personal im Umgang mit Eltern und Kindern vor. Außerdem setzt sie sich auf einer politischen Ebene für die Akzeptanz von intersexuellen Identitäten durch medizinisches Personal und durch die Gesellschaft ein.
Ihr Werk befasst sich mit Fragen der geschlechtlichen Destabilisierung, die sich aus der Intersexualität ergeben, und zwingt dazu, die Bedeutung von Geschlecht, Genitalien und Sexualität neu zu überdenken.

## Publikationen
- Kessler, S. and McKenna, W. Gender: An Ethnomethodological Approach. NY: Wiley-Interscience (1978); reprinted University of Chicago Press (1985). ISBN 978-0-226-43206-9.

- Lessons from the Intersexed. New Brunswick, N. J.: Rutgers University Press, (1998). ISBN 978-0-8135-2530-3.

- Michals, I. & Kessler, S. Prison Teachers and Their Students: A Circle of Satisfaction and Gain. The Journal of Correctional Education, 66, (2015) 47- 62.

- Kessler, S. Psychology Students Learn How to use Evidence to Inform Practice, to Think Critically, and Write well. In K. Vaidya (ed.) Psychology for the Curious: Why Study Psychology. Curious Academic Publishing, (2015).

- Halperin, R., Kessler, S., & Braunschweiger, D. “Rehabilitation Through the Arts: Impact on participants’ engagement in educational programs.” The Journal of Correctional Education, 63, 1, (2012) 6 – 23

## Auszeichnungen
- Chancellor’s Award for Excellence in Teaching

- Doris and Carl Kempner Distinguished Professor, 2001–03[2]